# Lorenzo Williams (cestista 1969)
Lorenzo Williams (Ocala, 15 luglio 1969) è un ex cestista statunitense, professionista nella NBA e in Venezuela.

## Palmarès
- GBA All-Defensive Team (1992)
- USBL All-Defensive Team (1992)